# Хасковска река
Хасковска река е река в Южна България – Област Хасково, общини Минерални бани и Хасково, ляв приток на Харманлийска река, от басейна на Марица. Дължината ѝ е 45 km. Отводнява югоизточните части на рида Мечковец в Източните Родопи и част от Хасковската хълмиста област.
Хасковска река извира на 770 m н.в. в рида Мечковец в Източните Родопи на 400 m южно от връх Мечковец (Аида, 860 m). До село Спахиево тече в дълбока долина с голям надлъжен наклон, след което навлиза в Хасковската хълмиста област, където протича в плитка алувиална долина. До село Сираково тече на изток-югоизток, до Хасково – на североизток, а след това до устието си – на изток. Влива се отляво в Харманлийска река, на 148 m н.в., на 1,6 km югозападно от село Стойково, община Хасково.
Площта на водосборния басейн на реката е 179 km2, което представлява 18,7% от водосборния басейн на Харманлийска река. Основни притоци: Балъкли (десен), Севджадере (ляв).
Реката е с дъждовно подхранване, като максимумът е в периода февруари-март, а минимумът – август.
По течението на реката са разположени 4 населени места, в т.ч. 1 град и 3 села:
- Община Минерални бани – Спахиево, Сираково;
- Община Хасково – Въгларово, Хасково (реката минава през центъра на града, където коритото ѝ е коригирано).

Водите на реката се използват за напояване в Хасковската хълмиста област – язовир „Сираково“ и други по-малки.
По долината на реката преминават два пътя от Държавната пътна мрежа:
- участък от 8,9 km (Хасково – Стойково) от първокласен път № 8 (европейски коридор Е 80) Калотина – София – Пловдив – Капитан Андреево;
- участък от 9,2 km (в град Хасково) от третокласен път № 806 Хасково – Минерални бани;

## Топографска карта
- Лист от карта K-35-75. Мащаб: 1 : 100 000.
- Лист от карта K-35-76. Мащаб: 1 : 100 000.